# Borzeňský rajón
Borzeňský rajón (ukrajinsky Борзнянський район) byl rajón v Černihivské oblasti na Ukrajině. Hlavním městem byla Borzna a rajón měl přibližně 31 tisíc obyvatel. 

## Sídla v rajónu
- Borzna